# جمعية أطباء التخدير البيطريين
جمعية أطباء التخدير البيطريين (بالإنجليزية: Association of Veterinary Anaesthetists) هي مجموعة من الأشخاص الذين يروجون لاستخدام التخدير والبحث ودراسة التخدير في الطب البيطري .

## التاريخ
تأسست الجمعية عام 1964،  ويجتع أعضائها بانتظام في أوروبا لمناقشة مختلف القضايا المتعلقة بقضيتهم. لديها قاعدة إدارية في هوكسهيد لين في شمال ميمسهارتفوردشير في حرم هوكسهيد (الرئيسي) للكلية الملكية البيطرية. في 26 أبريل 1993 ، تم تشكيل الكلية الأوروبية للتخدير والتسكين البيطري (ECVAA) لتنظيم المؤهلات في التخدير البيطري في أوروبا وهي عضو في المجلس الأوروبي للتخصصات البيطرية .

## التعليم
تقدم جمعية أطباء التخدير البيطريين منحاً دراسية وتوفر أيضًا التدريب والتعليم في مجال التخدير البيطري. وأنشئ الصندوق الاستئماني في أوائل 1970 و كل عام تعطي منح للمتدربين الذين يدرسون على حد سواء في الكلية الملكية للجراحين البيطريين وشهادات الكلية الأوروبية للتخدير والتسكين البيطري ودبلومات في التخدير البيطري .

### المنشورات
تنشر جمعية أطباء التخدير البيطريين مجلة التخدير والتسكين البيطري ست مرات في السنة، وهي أيضًا الجريدة الرسمية للكلية الأوروبية للتخدير والتسكين البيطري والكلية الأمريكية للتخدير والتسكين البيطري .